# Dublanc River
Der Dublanc River ist ein Fluss an der Westküste von Dominica. Er verläuft in der Nähe der nördlichen Grenze des Parish Saint Peter und mündet in Dublanc in der Anse Mulatre ins Karibische Meer.

## Geographie
Der Dublanc River entspringt an der Nordflanke des Morne Les Resources auf ca. 1000 m Höhe über dem Meer. Ein weiterer nördlicher Quellfluss steigt sogar noch höher auf ca. 1200 m an (⊙, an der Grenze zum Parish St. Joseph). Zunächst verlaufen beide Bäche in nordwestlicher Richtung bis zur Hochebene von Syndicate. Dort wendet er sich stärker nach Westen (westlich des Syndicate Estate) und verläuft in kurvenreichem Verlauf entlang des südlichen Randes der kleinen Ebene, bevor er sich nach Westen und sogar leicht nach Süden wendet und nach einem Verlauf im tiefen Tal bei Dublanc ins Karibische Meer mündet.
Der Dublanc River nimmt einige kleine Zuflüsse auf. Ein namhafter Zufluss ist der Fond Pie River und weitere Bäche aus dem Gebiet von Fond Pie (⊙), dem Gebiet, in dem auch der Lagoon River entspringt. Von links und Süden fließen noch weitere Bäche zu, einer der kleineren kurz oberhalb des Ortsgebiets von Dublanc.
Neben dem bereits erwähnten Lagoon River im Süden ist vor allem der Espagnole River, der auf weitem Lauf die Grenze zum Parish St. John bildet, mit seinen Nebenflüssen der nördliche Nachbar. Im Unterlauf grenzt das Einzugsgebiet auch an das Einzugsgebiet des Amadis River, der noch südlich des Morne Espagnole (365 m) verläuft.